# San Jose SaberCats
I San Jose SaberCats sono una squadra della Arena Football League con sede a San Jose, California. La squadra è stata fondata nel 1995 e ha chiuso nel 2015; disputava le sue partite casalinghe al SAP Center.